# Кисловодская горная астрономическая станция
Кислово́дская го́рная астрономи́ческая ста́нция — астрономическая наблюдательная станция, филиал Пулковской обсерватории Российской Академии наук. Также обсерватория называется Горная астрономическая станция ГАО (ГАС ГАО). Расположена на высоте 2096 метров над уровнем моря, в 28 километрах к югу от Кисловодска на горе Шатджатмаз, входящей в систему Скалистого хребта. Основана в 1948 году. Основной задачей обсерватории являются наблюдения активности Солнца во всех слоях её атмосферы в оптическом и радиодиапазонах.

## Руководители обсерватории
- 1948—1990 — Мстислав Николаевич Гневышев — инициатор создания Солнечной станции и её первый руководитель
- сейчас — Тлатов Андрей Георгиевич — заведующий станцией

## История обсерватории
Инициатором создания обсерватории, которая позволила бы вести систематические наблюдения солнечной короны, был М. Н. Гневышев, в августе 1945 года, будучи молодым сотрудником Пулковской обсерватории рекомендовал на учёном совете в ГАО попросить у РАН предоставить один из двух вывезенных из Германии Цейсовских внезатменных коронографов (второй внезатменный коронограф в дальнейшем был установлен в Алма-Ате). Данное предложение поддержал Г. Н. Неуймин (в тот момент директор Пулковской обсерватории).
В. А. Амбарцумян предлагал установить коронограф на горе Арагац (4090 м), где на высоте 3250 м есть станция для наблюдения космических лучей. Однако проверка данного места показала, что там присутствует большой ореол, создаваемый пылью, принесённой из афганских пустынь. В сентябре 1947 года Гневышев вместе с аспирантом Б. Н. Гиммельфарбом отправились на Северный Кавказ, где они рассчитывали найти вершину, аналогичную горе Пик дю Миди, которая существенно возвышается над окружающими горами, на которой были сделаны первые в мире успешные фотоснимки на внезатменном коронографе. Исследовав западную часть Северного Кавказа, путешественники пришли к выводу о её непригодности для установки Корональной Солнечной станции. Далее Гиммельфарб и Гневышев отправились в Кисловодск, где быстро обнаружили подходящее место — вершину горы Шатджатмаз. Данное место принадлежало опытной сельскохозяйственной станции, на которой ранее работал академик Н. И. Вавилов. К концу 1940-х годов данное хозяйство пришло в полный упадок и в дальнейшем было ликвидировано. В конце 1947 года М. Н. Гневышеву была дана полная свобода действий по строительству будущей обсерватории, и прошла встреча, на которой Гневышев смог убедить С. И. Вавилова (в тот момент президент АН СССР) о необходимости постройки корональной станции на выбранном месте. 26 февраля 1948 года Президиум АН СССР принял постановление, по которому Пулковской обсерватории разрешалось провести опытные наблюдения солнечной короны на внезатменном коронографе на горе Шатджатмаз. Были выделены средства для постройки наблюдательных помещений. Для привлечения дополнительных материальных средств в программу работы станции были вписаны также и радиоастрономические наблюдения. Первые постройки были возведены осенью 1948 года: временные павильоны для коронографа, фотогелиографа и барак из двух комнат. Первые снимки на фотогелиографе начали получать в октябре 1948 года. У коронографа оказались технические проблемы — он изначально был создан с ошибками при проектировании. Устранение неполадок оттянуло получение первых снимков короны до февраля 1950 года. Электричество в обсерваторию было проведено 1 января 1970 года.
В июле 2006 года на ГАС ГАО начал работу проект МАСТЕР. 29 марта 2006 года обсерватория попала в полосу полного солнечного затмения.
В данный момент до сих пор некоторые инструменты обсерватории работают на фотоплёнке и пластинках, так как это позволяет продолжить на как можно больший период непрерывных однородных наблюдений Солнца. На ГАС ГАО проходят летнюю практику студенты СПбГУ и МГУ.

## Инструменты обсерватории
Солнечные оптические инструменты:
- Малый внезатменный коронограф Цейсс системы Лио (D = 200 мм, F = 5000 мм, вывезен из Германии в 1945 году), установлен осенью 1948 года, первый удачный свет — февраль 1950 года; наблюдение солнечной короны в линиях 5303 и 6374A — изготовлен в 1944 году, бывший подарок от Гитлера для Муссолини с целью создания обсерватории в Италии[3]
- Менисковый фотогелиограф системы Д. Д. Максутова (первый экземпляр, произведён в Ленинграде), установлен осенью 1948 года, первый свет — октябрь 1948 года;
- Целостат (D = ? мм, F = 17 м, построен ещё для затмения в 1936 году) + спектрограф (изготовлен на Государственном оптико-механическом заводе (ГОМЗ, затем ЛОМО), в 1950 году установлен) — магнитные поля пятен и спектральные наблюдения
- «АФР-2» — фотосферно-хромосферный телескоп на монтировке АПШ-5 (серийный, 1964 год) — ныне не используется (D = 130 мм, F = 9080 мм, поле зрение 32 угл. мин.). Наблюдения проводятся на рефракторном телескопе MEADE (D = ~100мм, F = ~900мм) установленном на той же монтировке, есть также хромосферный телескоп (D = 60 мм, F = 5400 мм)
- Спектрогелиограф оригинальной конструкции (D = 430 мм, F = 7 м, создан в мастерских обсерватории в 1960 году), наблюдение Солнца в линии CaIIK;
- «КГ-2» — коронограф (D = 540 мм; F = 13000 мм, 1966 год) — крупнейший коронограф в мире на тот момент, создан под руководством Г. М. Никольского в мастерских ИЗМИРАН и Пулковской обсерватории
- «Оптон» (D = 150 мм, F = 2250 мм) — солнечный хромосферный (H-alpha) телескоп-рефрактор системы Кудэ западно-германской фирмы «Opton» — по программе сотрудничества с ИЗМИРАН, в конце 1970-х установлен; также есть возможность наблюдать в линии ионизированного кальция.
- Гелиосейсмограф[4]
- Солнечный магнитограф[5]

На данный момент работают: малый внезатменный коронограф, фотогелиограф, спектрогелиограф.
Радиотелескопы:
- Радиоинтерферометр — два параболических зеркала диаметром 10 метров, с расстоянием между ними 90 метров. Рабочая длина волны 168 см — регистрация радиоизлучения Солнца. 1957 год.
- радиометр — рабочие длины волн 2 и 5 см.
- радиометр на длине волны 3 см (1980-е, изготовлен Научно-исследовательским радиофизическим институтом (НИРФИ), г. Нижний Новгород).
- «РТ-2» и «РТ-3» (D = 2 м. и 3 м. соответственно, F = ?) — радиотелескопы для наблюдений в диапазонах 3 и 5 см.
- радио спектрограф для метрового диапазона (по программе сотрудничества с ИЗМИРАН, в начале 1980-х).
- 5-метровый радиотелескоп.

На данный момент работают только два радиотелескопа РТ-2 и РТ-3
Ночные оптические инструменты:
- камера Шмидта (D = ? мм, F = ? мм) — на одной монтировке с «Оптоном»
- вертикальный круг (1980-е, изготовлен для наблюдений В. Я. Струве, привезён из ГАО РАН)
- пассажный инструмент (конец 1980-х, изготовлен для наблюдений В. Я. Струве, привезён из ГАО РАН)
- «МТМ-500М» (D = 500 мм, F = 4145 мм) — телескоп Максутова-Кассегрена для астрометрических наблюдений астероидов + STL SBIG, создан в 1951 году в ГОМЗ (ЛОМО), в 1952 году установлен в Пулковской обсерватории. В 2004 году был вывезен с ГАС ГАО, в конце 2007 года его вернули в обсерваторию и первые наблюдения начались летом 2008 года[6][7]

На данный момент из ночных инструментов работает только МТМ-500М. В конце 2018 года на телескопе была установлена ПЗС камера SBIG STX-16803 с внешним колесом фильтров в замен SBIG_ST-1001E
Рядом есть также:
- Наземный магнитометр «SAM»
- Телескопы МАСТЕР-а:[8]
  - VWF-4 — 4 объектива с 11-Мегапиксельными ПЗС-камерами, общее поле зрения 4 × 25,5 × 39,8 гр = 4060 кв. гр, проницание 12 зв. вел., временное разрешение 0,15 сек, с июля 2006 и 2008 годов)
  - 2 светосильных телескопа системы Гамильтона по 40-см (1.5 гр поле зрения) на одной монтировке с ПЗС-камерой Apogee Alta-16U (B,V,R,I и поляроидами двух скрещённых направлений) — установлены 27 июля 2009 года, наблюдения послесвечения гамма-всплесков и обзорные наблюдения (поиски вспышек сверхновых)
- Метеостанция РосГидроМет-а
- 40-см MEADE RCX400 с прибором MASS/DIMM — телескоп для исследования астроклимата, работает с июля 2007 года

## Направления исследований
- Активность Солнца в оптическом диапазоне и радиодиапазоне
- Астрометрические наблюдения астероидов и комет, а также ИСЗ и экзопланет
- Послесвечения гамма-всплесков

## Основные достижения
- Беспрерывные систематические наблюдения Солнца более 60 лет
- 5611 астрометрических наблюдений околоземных астероидов за два года наблюдений (лето 2008 — лето 2010)[9]

## Адрес обсерватории
- Российская Федерация, 357700, Кисловодск, ул. Гагарина, д.100, а/я 145, Кисловодская Горная астрономическая станция.

## Интересные факты

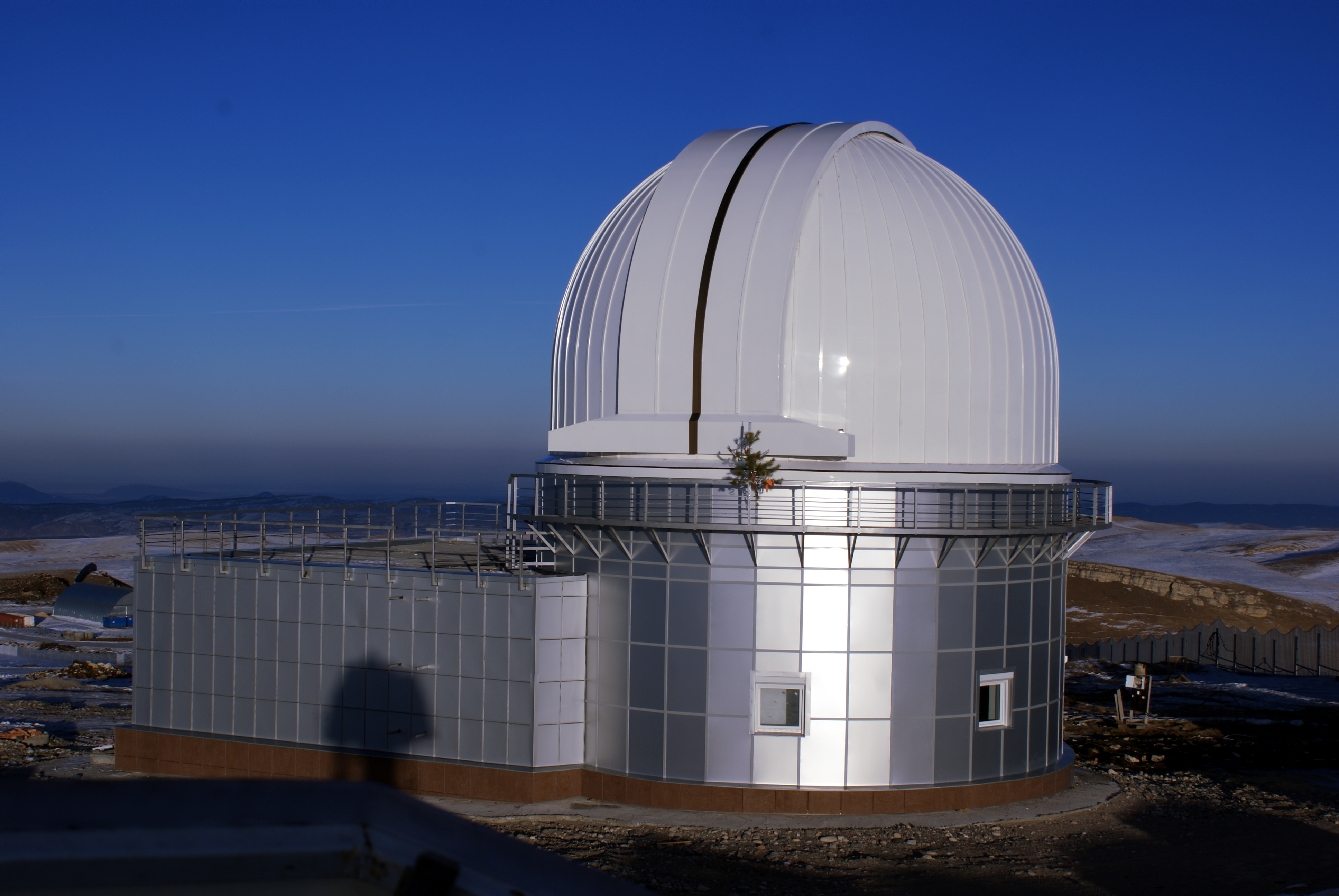
2,5-м телескоп ГАИШ МГУ

- Прозрачность атмосферы позволяет наблюдать планеты и звезды днём вблизи диска Солнца[10]
- Также на горе Шатджатмаз установлен 2.5-м телескоп КГО ГАИШ МГУ[11]